# Богушовка (Бобруйский район)
Богушо́вка (бел. Багушоўка) — деревня в составе Горбацевичского сельсовета Бобруйского района Могилёвской области Республики Беларусь.

## Население
- 1999 год — 108 человек
- 2010 год — 96 человек

## Достопримечательность
- Братская могила воинов, погибших в годы войны
- Церковь